# Gorjani Sutinski
Gorjani Sutinski – wieś w Chorwacji, w żupanii krapińsko-zagorskiej, w gminie Radoboj. W 2011 roku liczyła 145 mieszkańców.